# Protestes del Kazakhstan de 2022
Les Protestes del Kazakhstan de 2022 van esclatar el 2 de gener de 2022 al Kazakhstan després d'un brusc augment del preu del gas liquat del petroli (GLP) que, segons el govern kazakh, es va deure a l'elevada demanda i a la fixació de preus.

## Context
Fins a l'any 1991, Kazakhstan formava part de la Unió de Repúbliques Socialistes Soviètiques (URSS) sota el nom de República Socialista Soviètica del Kazakhstan (RSS Kazakhstan). Durant el procés de dissolució de l'URSS, l'RSS Kazakhstan va ser l'última república a declarar la seva independència. El 28 de gener de 1993 es va aprovar de manera oficial la Constitució del Kazakhstan.21 Nursultà Natzarbaiev, que en aquell moment era el Secretari del Partit Comunista del Kazakhstan durant els últims anys de l'URSS, va ser elegit president en unes eleccions on va ser l'únic candidat. L'any 1999 va fundar el partit Nur Otan, d'ideologia conservadora social i liberal. Nazarbáyev va estar en el càrrec entre 1990 i 2019, sent succeït per Kasim-Yomart Tokáev, pertanyent també al partit Nur Otan.
Kazakhstan té una de les economies de major rendiment a Àsia central, amb la producció de petroli representant un gran percentatge del seu creixement econòmic fins que els preus del petroli van disminuir a mitjans de la dècada de 2010. El país també tenia al voltant del 40% dels recursos d'urani del món. Segons Georgi Kantchev, periodista del Wall Street Journal, cap dels beneficis econòmics obtinguts del petroli i de l'urani es va compartir entre la població, amb un salari mínim baix i una desigualtat creixent. El 2012, el Fòrum Econòmic Mundial i el Banc Mundial van assenyalar que la corrupció era un dels problemes més greus.26 El 2013, Aftenposten va citar l'activista de drets humans i advocat Denis Jivaga que afirmava que els «fons petrolier a Kazakhstan existeixen, però ningú sap com es gasten els ingressos». El 2018, Credit Suisse va situar Kazakhstan en el lloc 169 de 174 països en distribució de la riquesa. El 2022, els 162 kazakhs més rics tenien el 55% de la riquesa del país.
Zhanaozen, una ciutat productora de petroli a la regió de Mangistau, els darrers anys s'ha trobat inmersa en una sèrie de vagues i manifestacions obreres. L'any 2011 van esclatar revoltes a la ciutat en relació amb el 20è aniversari del Dia de la Independència, que segons dades oficials, van acabar amb l'assassinat de 16 persones i hi va haver més de 100 ferits, amb forces de seguretat del Kazakhstan utilitzats foc real contra els manifestants que demanaven millors condicions laborals.
El 2011, el preu del gas liquat de l'automòbil era d'uns 30-35 tenge i des de llavors ha augmentat diverses vegades. El gener de 2020 va tenir lloc una concentració de protesta a Zhanaozen, en la qual els residents de la ciutat van demanar una reducció dels preus del gas, que va passar de 55 a 65 tenge, i el gener de 2022 va doblar pujant a 120 tenge (0,24 euros).
Segons Eurasianet, el pic va ser causat per la política de transició gradual del govern kazakh a la comercialització del GLP en el mercat electrònic que va començar el gener de 2019 per a posar fi gradualment als subsidis estatals al gas i permetre que el mercat determinés el preu.

## Fets
Les protestes van començar a la ciutat petroliera de Janaozén, però es van estendre ràpidament a altres ciutats, inclosa la més gran, Almati.
En resposta, el president Khassim-Jomart Tokhàiev va introduir l'estat d'emergència en el districte de Manguistau i a Almati, vigent del 5 al 19 de gener. En el primer dia de l'aplicació de la mesura, el govern liderat pel primer ministre Askhar Mamin va dimitir en bloc amb el vistiplau del Tokhàiev.
En resposta a la petició de Tokhàiev, l'aliança militar en el que forma part el país, l'Organització del Tractat de Seguretat Col·lectiva (OTSC), va acordar un desplegament de tropes liderat per Rússia al país per «pacificar-lo».

## Reaccions internacionals
- Estats Units i  Rússia van fer una crida a la calma.[14]
- R.P. de la Xina - El portaveu del Ministeri d'Afers exteriors, Wang Wenbin, va expressar que la Xina i Kazakhstan comparteixen relacions amistoses i són socis estratègics i "espera que es restableixi aviat l'ordre públic" a Kazakhstan, i també va reiterar que l'assumpte és un "afer interior del Kazakhstan" i creï en la capacitat de les "autoritats kazakhs per a resoldre la qüestió adequadament". Wang va desitjar una ràpida estabilització de la situació.[15]
- Turquia - El president Recep Tayyip Erdoğan va dir a Tokhàiev en una trucada telefònica que Turquia se solidaritza amb el Kazakhstan.[16]
- Unió Europea - El 5 de gener de 2022, la Unió Europea va emetre una declaració en la qual deia: "Fem una crida a tots els implicats perquè actuïn amb responsabilitat i moderació i s'abstinguin de dur a terme accions que puguin conduir a una major escalada de violència. Encara que reconeix el dret a manifestar-se pacíficament, la Unió Europea espera que continuïn sent no violentes i evitin qualsevol incitació a la violència".[17]

## Galeria

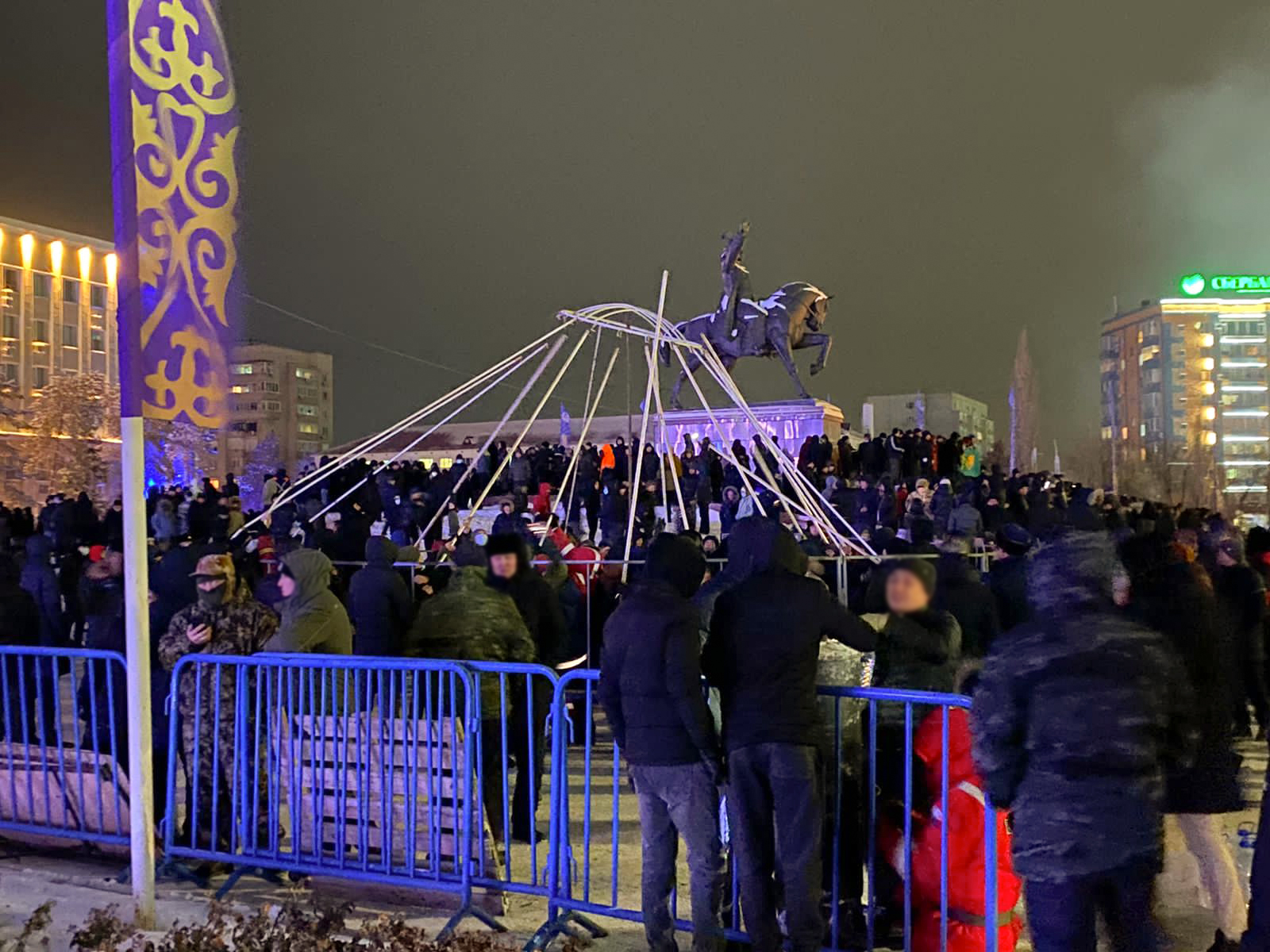
Manifestants a Aktobé construint una iurta.
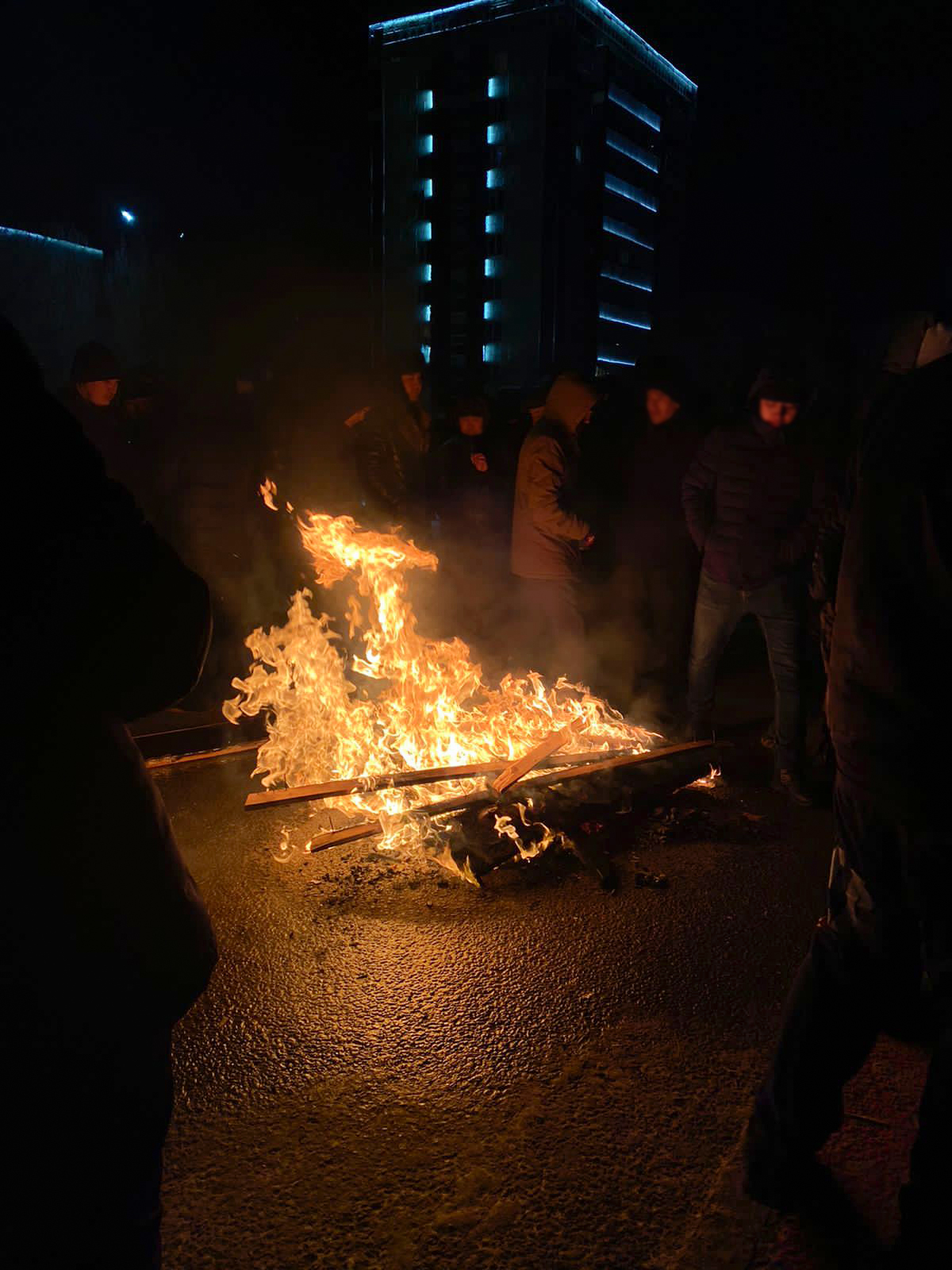
Manifestants s'escalfen al costat del foc a Aktobé.